# Dirngulbai Misech
Dirngulbai Misech, född 27 september 1997, är en palauisk simmare.
Misech tävlade för Palau vid olympiska sommarspelen 2016 i Rio de Janeiro, där hon blev utslagen i försöksheatet på 50 meter frisim.